# Michel Martelly
Michel Joseph Martelly anche conosciuto con il nome di Sweet Micky (Port-Salut, 12 febbraio 1961) è un musicista e politico haitiano, Presidente della Repubblica di Haiti dal 14 maggio 2011 al 7 febbraio 2016, in seguito alla vittoria riportata nelle elezioni generali haitiane del 2010–2011.
Prima di cimentarsi nella scena politica Martelly è stato un musicista, compositore e manager.
Nel luglio 2010, annunciò che avrebbe corso per le presidenziali di Haiti. Martelly precedentemente aveva sostenuto la dittatura militare, FAd'H, e coloro che attuarono il colpo di Stato del 1991, come la nota squadra di assassini FRAPH.
Il 4 aprile 2011 un preposto della commissione elettorale annunciò la vittoria di Martelly alle elezioni haitiane contro la candidata del centro destra Mirlande Manigat

## Biografia
Figlio di un supervisore petrolifero, Martelly ha imparato a suonare il pianoforte da solo. Dopo essersi diplomato nella scuola superiore a Saint-Louis de Gonzague e dopo aver cercato di studiare medicina senza successo (Martelly non fu mai ammesso alla scuola di Medicina di Haiti e nonostante fu ammesso alla Facoltà di Scienze, non riuscì mai a laurearsi), si arruolò per un breve periodo alla Accademia Militare di Haiti finendo estromesso a causa di una relazione con la figlia di un generale rimasta incinta.
Sposato con una donna cittadina statunitense, emigrò negli Stati Uniti e si iscrisse al Red Rocks Community College di Lakewood in Colorado dove lavorò presso un negozio di alimentari. Nel 1986, dopo solo un semestre, divorziò e tornò ad Haiti proprio mentre Jean-Claude Duvalier, allora presidente a vita, era in procinto di venire esiliato. Successivamente, tornò negli Stati Uniti accompagnato da Sophia Saint-Rémy, che sposò a Miami. Dal matrimonio nacque il suo primo figlio Olivier. Martelly continuò a lavorare come muratore per un anno fino al 1987, anno in cui tornò ad Haiti. Al suo ritorno, iniziò a suonare il piano alle fiere locali di Pétionville e Kenscoff, sobborghi di Port-au-Prince.

## Musica
Michel Martelly è conosciuto come il pioniere del genere musicale kompas music, uno stile di musica haitiana dance cantata in creolo haitiano. La Compas, o Kompa, fu creata da Nemours Jean-Baptiste. Successivamente, Martelly, come pianista e autoproclamato Presidente del Compas, rese popolare una nouvelle génération, o "new generation" style, di piccole band con pochi musicisti che suonavano esclusivamente con sintetizzatori e strumenti elettronici. Le performance di Martelly, alias Sweet Micky, sono spesso burlesque e aggiungono commenti socio politici e satirici. Trasgressivo, Sweet Micky è conosciuto per bere in pubblico durante le esibizioni usando costumi e kilt scozzesi; le sue performance per queste ragioni hanno causato commenti controversi sul personaggio.

### Carriera musicale
Nel 1988, il talento musicale di Martelly, il suo carisma e il suo stile di compas gli fecero ottenere popolarità. In quell'anno incise il suo primo singolo, Ooo La La, che istantaneamente divenne una hit di successo ad Haiti e fu seguito da Konpas Foret des Pins nel 1989, anche il suo album di debutto Woule Woule ebbe successo. Durante il periodo che va dal 1988 al 2008, Michel Martelly, usando il nome d'arte Sweet Micky, ha registrato quattordici album in studio e un numero imprecisato di CD live. Il suo stile mescola musica caraibica con Compas, zouk, roots, Salsa, soca e jazz-fusion. Nel 1997, Martelly collaborò con Wyclef Jean dei Fugees nel lavoro Wyclef Jean Presents The Carnival featuring the Refugee Allstars. Sempre nel 1997, Martelly pubblica un album contenente una delle sue hit, Pa Manyen ("Don't Touch"). La canzone è un adattamento di Angola, composta da Ramiro Mendes (dei Mendes Brothers), registrato dapprima da Cesária Évora, la cantante di Capo Verde. Pa Manyen fa parte di varie compilation di successo, compresa Putumayo Presents: French Caribbean del 2003. La canzone fu anche interpretata dal venezuelano Soledad Bravo come Canta, Canta Corazon e dal cubano Jose Luiz Cortes.

## Politica
Le relazioni tra Martelly e i membri dei precedenti governi di Haiti, così come con la diplomazia americana, sono fonte di diversi dubbi politici e di critiche sia da parte dei suoi fan musicali che da parte degli osservatori politici internazionali. Martelly è amico dell'ex presidente René Préval, e ha tra i propri amici Lt. Col. Michel François, l'ex capo della polizia di Port-au-Prince, che fu in seguito condannato in contumacia per abusi e crimine contro l'umanità.
Dopo il secondo colpo di stato che estromise Jean-Bertrand Aristide, Martelly tenne un concerto per opporsi al ritorno del presidente esiliato e contro la presenza americana nell'isola. Il carismatico Martelly rifiutò di rispondere alle critiche riguardo alle sue affiliazioni con politici e ufficiali governativi. Una volta rispose così a un giornalista, «Io non mi devo difendere... È un mio diritto. È il mio paese. Io posso lottare per tutto quello in cui credo.»
Nel 1997 partecipò a Knowledge Is Power, un video musicale educativo sull'HIV con un messaggio per prevenire la diffusione dell'AIDS. 
Il suo lavoro umanitario come presidente della Foundation Rose et Blanc, creata da sua moglie Sophia e da lui, per aiutare i poveri del suo paese, fu la base per farlo scegliere come Goodwill Haitian Ambassador per la protezione dell'ambiente da parte del governo haitiano di Préval. Nel 2010 corse per la Presidenza di Haiti. Il 3 febbraio 2011 fu annunciato che avrebbe partecipato al ballottaggio del 20 marzo 2011. Martelly propose la restaurazione delle Forze Armate haitiane che erano state sciolte dall'ex presidente Aristide nel 1995.
Il 4 aprile 2011 la commissione elettorale annunciò che Martelly aveva vinto il ballottaggio che lo opponeva alla candidata del centro destra Mirlande Manigat ottenendo più del 60% dei voti (anche se meno del 25% degli aventi diritto al voto avevano votato). Il suo successo è attribuito da alcuni al fatto che egli sottoscrisse un contratto con la ditta di marketing Ostos and Sola e fece incontri politici con concerti musicali nello stile tradizionale di Haiti.
Il 7 febbraio 2016, accompagnato da numerose proteste e in scadenza di mandato, Martelly termina il suo mandato come Presidente della Repubblica, aprendo di fatto una crisi costituzionale e politica derivata dall'assenza alla data di un successore eletto.
Nell'agosto 2024, il Dipartimento del Tesoro degli Stati Uniti ha imposto sanzioni a Michel Joseph Martelly per aver presumibilmente utilizzato la sua influenza per facilitare il traffico di droga nel paese e negli Stati Uniti.

## Discografia
| Title                                        | Released | Type        | Label        | as...           |
| -------------------------------------------- | -------- | ----------- | ------------ | --------------- |
| Woule Woule                                  | 1989     | Studio      | Geronimo     | Michel Martelly |
| Anba Rad La                                  | 1990     | Studio      | AP           | Michel Martelly |
| The Sweetest                                 | 1992     | Studio      | Josy         | Michel Martelly |
| Min Koze-A                                   | 1993     | Studio      | Josy         | Michel Martelly |
| I Don't Care                                 | 1994     | Studio      | Josy         | Michel Martelly |
| Pa Manyen                                    | 1995     | Studio      | Josy         | Michel Martelly |
| Tout Cé Mately                               | 1996     | Studio      | Déclic       | Michel Martelly |
| Aloufa                                       | 1997     | Studio      | Antilles     | Michel Martelly |
| Best of Sweet Micky                          | 1997     | Compilation | Déclic       | Sweet Micky     |
| 100.000 Volts                                | 1998     | Studio      | Mini Records | Michel Martelly |
| An Bolewo                                    | 1998     | Live        | Anson        | Sweet Micky     |
| Dènye Okazyon                                | 1999     | Studio      | Geronimo     | Michel Martelly |
| Jojo Ban'm Nouvel Micky                      | 1999     | Live        | Exit         | Michel Martelly |
| 100% KaKa                                    | 1999     | Live        | Mad Dog      | Sweet Micky     |
| Michel Martelly Live                         | 2000     | Live        | Créon        | Sweet Micky     |
| SiSiSi                                       | 2001     | Studio      | Créon        | Michel Martelly |
| Live au café des arts: Vol. 2                | 2001     | Live        | Geronimo     | Sweet Micky     |
| 200% KaKa                                    | 2001     | Studio/Live | Mad Dog      | Sweet Micky     |
| Rale Kow La                                  | ????     | Live        | Geronimo     | Sweet Micky     |
| 400% KaKa                                    | 2002     | Live        | Mad Dog      | Sweet Micky     |
| Live at best western                         | 2002     | Live        | Geronimo     | Sweet Micky     |
| Best of Michel Martelly                      | 2002     | Compilation | Créon        | Michel Martelly |
| Totot                                        | 2003     | Studio      | AD           | Sweet Micky     |
| Micky Chez Lui (Micky Bolero 2)              | 2003     |             | Exit         | Sweet Micky     |
| Sweet Micky Live                             | 2003     | Live        | Geronimo     | Sweet Micky     |
| New Repertoire                               | 2004     | Live        | Exit         | Sweet Micky     |
| Babaille Micky Mix                           | 2004     |             | Exit         | Sweet Micky     |
| GNB                                          | 2005     | Studio      | D-Facto      | Sweet Micky     |
| Sweet Micky with Robert Martino: Live Vol. 1 | 2005     | Live        | Touche Douce | Sweet Micky     |
| Sweet Micky with Robert Martino: Live Vol. 1 | 2005     | Live        | Touche Douce | Sweet Micky     |
| Micky ap Trip                                | 2005     | Live        | Exit         | Sweet Micky     |
| Sweet Micky & Djakout: Live 2006             | 2006     | Live        | Feeling      | Sweet Micky     |
| Jojo Ban'm Nouvel Micky                      | 2006     | Live        | Exit         | Michel Martelly |
| Sweet Micky vs Dega                          | 2007     | Live        | Arnold       | Sweet Micky     |
| Live in Miami (Ouvè Kôw)                     | 2007     | Live        | Acoustique   | Sweet Micky     |
| Blazin' Live                                 | 2007     | Live        | Exit         | Sweet Micky     |
| Bandi Légal                                  | 2008     | Studio      | Antilles     | Sweet Micky     |
| Micky & Sons                                 | 2008     |             | Antilles     | Sweet Micky     |
| Vin' Pran Kompa                              | 2008     | Studio      | Patrick      | Sweet Micky     |
| Kompa Prezidantiyèl                          | 2010     | Live        | Sweet Micky  | Sweet Micky     |
| Prézidan Éspwa Vote #8                       | 2011     | Studio      | ArnoldZic    | Sweet Micky     |